# Parlamentswahl in Bulgarien Juli 2021
- BSP: 36
- ISMW: 13
- DPS: 29
- DB: 34
- GERB-SDS: 63
- ITN: 65

Die Neuwahl am 11. Juli war die zweite Parlamentswahl in Bulgarien im Jahr 2021. Gewählt wurden die 240 Abgeordneten der bulgarischen Nationalversammlung, des Narodno Sabranie. Die Wahl wurde nötig, nachdem sich die im Parlament vertretenen Parteien nach der Wahl im April 2021 nicht auf eine Regierung einigen konnten und eine Interimsregierung unter Stefan Janew vom bulgarischen Präsidenten Rumen Radew gebildet wurde.
Die im April erstmals angetretene Antisystempartei Es gibt ein solches Volk (ITN) stieg bei der Wahl zur stärksten Partei auf mit rund 24 Prozent der Stimmen. Nur knapp dahinter blieb das GERB-SDS-Bündnis um den langjährigen Ministerpräsidenten Bojko Borissow. Die Bulgarische Sozialistische Partei konnte mit ihrem Wahlbündnis den Abwärtstrend der vorherigen Wahl nicht umkehren, blieb aber knapp vor dem Bündnis Demokratisches Bulgarien, das leichte Gewinne erzielte. Die Bewegung für Rechte und Freiheiten (DPS) und ISMV konnten ihre Stimmwerte halten und zogen ebenfalls in die neue Nationalversammlung ein. NFSB-Wolja sowie IMRO, die im April noch getrennt antraten, konnten trotz eines neuen Zusammenschlusses Bulgarische Patrioten nicht genug Stimmen erreichen und scheiterten an der Sperrklausel.
Im Ergebnis erhielt kein Lager eine Mehrheit. Da sich die Parteien nicht auf eine Regierung einigen konnten, kündigte Präsident Rumen Radew Neuwahlen für November 2021 an, die gleichzeitig mit den Präsidentschaftswahlen stattgefunden haben.

## Organisation

### Wahlrecht
Stimmberechtigt sind alle volljährigen bulgarischen Staatsbürger im In- und Ausland, wobei die Volljährigkeit mit der Vollendung des 18. Lebensjahres erreicht wird.
Das Wahlsystem besteht aus der Verhältniswahl, durch welche die 240 Abgeordneten der Nationalversammlung gewählt werden. Dafür wird Bulgarien in 31 Wahldistrikte eingeteilt, die großteils den 28 Oblasten des Landes entsprechen. Ausnahmen sind die Hauptstadt Sofia, die in drei Wahlbezirke aufgeteilt ist, und die Stadt Plowdiw, die einen eigenen Wahlkreis bildet.
Für den Einzug in die Nationalversammlung muss eine Partei die Vier-Prozent-Hürde überspringen (Sperrklausel). Im Vorfeld wurden dazu einige wichtige Änderungen für die Stimmabgabe im In- und Ausland durch das kurzlebige 45. Parlament verabschiedet.

### Stimmabgabe
Die Stimmabgabe der 6.578.716 Wahlberechtigten ist ausschließlich in Wahllokalen möglich, eine Briefwahl gibt es nicht. Im Ausland ist die Stimmabgabe in 719 Auslandswahllokalen in 68 Staaten möglich, was die höchste Anzahl an Auslandswahllokalen bei einer bulgarischen Wahl darstellt. Die gesetzliche Begrenzung von maximal 35 Wahllokalen pro Nicht-EU-Land wurde aufgehoben, da sie bei den letzten Wahlen vor allem im Vereinigten Königreich nach dem Brexit und in den USA zu großem Unmut in der dortigen zahlreichen Diaspora führte. Mit den Änderungen werden sich die meisten Auslandswahllokale im Vereinigten Königreich (135, davon 45 in London und unmittelbarer Umgebung), der Türkei (127), Deutschland (116, davon 7 in Berlin und 6 in München), Spanien (67), den USA (58), Frankreich (19), Österreich (17, davon 9 in Wien) sowie 10 in der Schweiz befinden. Auch die Eröffnung zusätzlicher Wahllokale, die nun von 40 anstatt 60 Stimmberechtigten schriftlich beantragt werden kann, wurde im Vorfeld der Wahl durch das Parlament im Wahlrecht neu eingeführt.
In den Nachbarländern Bulgariens werden 32 Wahllokale in Griechenland, 6 in Nordmazedonien, 5 in Serbien, 3 in Albanien und eines in Rumänien eröffnet. Wahllokale werden in Auslandsvertretungen wegen bewaffneter Konflikte oder wegen der Pandemielage in folgenden Ländern nicht eröffnet: Irak, Syrien, Palästina, Libyen, Jemen, Afghanistan sowie in Pakistan, Nordkorea, der Mongolei, Äthiopien, Kasachstan, Usbekistan, Vietnam und Indonesien.
Das wichtigste Novum stellt jedoch die Einführung der Stimmabgabe mittels Wahlmaschinen dar. Dabei soll in denjenigen Wahllokalen, wo bei der letzten Wahl mindestens 300 Stimmabgaben erfolgten oder mindestens 300 Stimmberechtigte die Eröffnung eines Wahllokals beantragt haben, die Stimmabgabe elektronisch erfolgen. Die elektronische Stimmabgabe ist für alle Wahllokale im In- und Ausland bindend, welche den Anforderungen entsprechen.

## Ausgangslage
Die amtierende Koalition der konservativen Partei GERB und der nationalistischen Bewegung Vereinigte Patrioten (VP) erhielt bei der Wahl im April keine Mehrheit mehr. Die Partei GERB unter Ministerpräsident Bojko Borissow (in Koalition mit der UDK) wurde zwar zum fünften Mal in Folge stärkste Kraft, verlor aber deutlich an Zustimmung und erreichte das schlechteste Ergebnis seit ihrer Gründung 2006.
Erstmals seit 2001 schaffte es keine nationalistische Partei in die Nationalversammlung. Deutliche Verluste musste die Bulgarische Sozialistische Partei (BSP) hinnehmen, die auf ihr schlechtestes Resultat seit 1990 kam.
Im Ergebnis erhielt kein Lager eine Mehrheit. Da sich die Parteien nicht auf eine Regierung einigen konnten, kündigte Präsident Rumen Radew Neuwahlen für Juli 2021 an.
Die Wahlen wurden von der Übergangsregierung Janew I vorbereitet.

### Verlauf

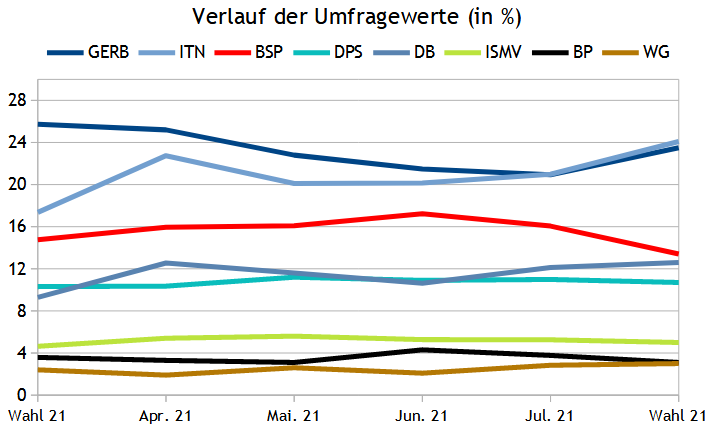
Umfragen auf monatliche Umfrageergebnisse gemittelt, von der Wahl im April 2021 bis zur Wahl im Juli 21

## Parteien und Kandidaten

### Spitzenkandidaten der wichtigsten Parteien
| GERB-SDS       | ITN            | BSP              | DPS              | Demokratisches Bulgarien | Steh auf! Mafia raus! (ISMV) | IMRO-BNB                 |
|                |                |                  |                  |                          |                              |                          |
| Bojko Borissow | Slawi Trifonow | Kornelija Ninowa | Mustafa Karadaja | Christo Iwanow           | Maja Manolowa                | Krassimir Karakatschanow |

### Antretende Parteien und Koalitionen
| Liste | Abkürzung/Koalition                                  | Partei(en) | Ausrichtung                                                                 | Ergebnis Wahl April | Europäische Partei |
| ----- | ---------------------------------------------------- | --- | --------------------------------------------------------------------------- | ------------------- | ------------------ |
| 1     | Dwischenie Saedno sa Promjana (Saedno)               | Balgarska Sozialdemokrazija – Ewrolewiza (BSDE) Ewropejska Sigurnost i Integrazija (ESI) Rodoljubie 2000                                                            | Sozialdemokratie Interessen der Roma                                        | 0,1 %               | –                  |
| 2     | Swoboda                                              | Swoboda | Nationalismus                                                               | –                   |                    |
| 3     | BNS-ND                                               | Bulgarische Nationale Union – Neue Demokratie | Nationalismus                                                               | 0,1 %               | –                  |
| 4     | BSP für Bulgarien                                    | Bulgarische Sozialistische Partei (BSP) Nowa Sora (NS) Kommunistische Partei Bulgariens (KPB) Polititscheski Klub „Ekoglasnost“ (PKE) Polititscheski Klub „Trakija“ | Sozialdemokratie Linksnationalismus Kommunismus Grüne Politik Nationalismus | 14,8 %              | SPE                |
| 5     | GERB – SDS                                           | GERB Union der demokratischen Kräfte (SDS) | Konservatismus, Wirtschaftsliberalismus Christdemokratie                    | 25,8 %              | EVP                |
| 6     | Ataka                                                | Ataka | Rechtsextremismus                                                           | 0,5 %               | –                  |
| 7     | DPS                                                  | Bewegung für Rechte und Freiheiten | Liberalismus, Minderheitenpolitik                                           | 10,4 %              | ALDE               |
| 8     | Steh auf! Mafia raus! ISMW                           | Steh auf BG! Bewegung 21 Dwischenie Balgarija na Graschdanite (DBG) Edinna Narodna Partija                                                                          | Sozialdemokratie Pro-Europäismus                                            | 4,7 %               | – EVP              |
| 9     | MIR                                                  | MIR | Konservatismus                                                              | 0,1 %               | –                  |
| 10    | BTR                                                  | Balgarija na Truda i Rasuma | Euroskepsis                                                                 | –                   | –                  |
| 11    | Wiedergeburt                                         | Wiedergeburt | Nationalismus                                                               | 2,4 %               | –                  |
| 12    | Podem                                                | Podem | Sozialdemokratie                                                            | –                   | –                  |
| 13    | Brigada                                              | Brigada |                                                                             | –                   | –                  |
| 14    | PD                                                   | Prjaka Demokrazija | Direkte Demokratie                                                          | 0,1 %               | –                  |
| 15    | GPBL                                                 | Graschdanska Platforma Balgarsko Ljato |                                                                             | –                   |                    |
| 16    | Bulgarische Patrioten (BP)                           | IMRO – Bulgarische Nationale Bewegung Wolja Nationale Front für die Rettung Bulgariens (NFSB)                                                                       | Nationalismus Rechtspopulismus Nationalismus                                | 3,6 %+2,3 %         | EKR ID –           |
| 17    | Ljaw Sajus Sa Tschista i Swjata Republika (LSTschSP) | Sozialistitscheska Partija Balgarski Pat (SPBP) Balgarska Progresiwna Linija (BPL) Wasraschdane na Otetschestwoto Partija na Balgarskite Komunisti (PBK)            | Sozialismus Sozialdemokratie Konservatismus Kommunismus                     | 0,1 %+0,1 %         | –                  |
| 18    | Selenite                                             | Partija na selenite | Grüne Politik                                                               | 0,3 %               | –                  |
| 19    | Nazionalno Obedinenie na Desnizata (NOD)             | Konserwatiwno Obedinenie na Desnizata (KOD) Balgarski Semedelski Naroden Sajus (BSNS) Balgarski Demokratitscheski Forum (BDF) Sredna Ewropejska Klasa (SEK)         | Konservatismus Christdemokratie Neofaschismus                               | 0,3 %               | –                  |
| 20    | GN                                                   | Glas naroden | Populismus                                                                  | 0,3 %               | –                  |
| 21    | RB                                                   | Republikaner für Bulgarien | Konservatismus                                                              | 1,3 %               | –                  |
| 22    | ITN                                                  | Es gibt ein solches Volk | Populismus                                                                  | 17,4 %              | –                  |
| 23    | Demokratisches Bulgarien (DB)                        | Ja, Bulgarien! Demokraten für ein starkes Bulgarien (DSB) Grüne Bewegung                                                                                            | Anti-Korruption Konservatismus Grüne Politik                                | 9,3 %               | – EVP EGP          |

## Umfragen

### Letzte Umfragen vor der Wahl
| Institut                          | Datum      | GERB   | ITN    | BSP    | DPS    | DB     | BP *  | ISMW  | W     | Sonst. |
| --------------------------------- | ---------- | ------ | ------ | ------ | ------ | ------ | ----- | ----- | ----- | ------ |
| Trend                             | 09.07.2021 | 20,5 % | 21,3 % | 15,9 % | 11,3 % | 12,4 % | 3,9 % | 5,1 % | 3,1 % | 6,5 %  |
| Gallup International              | 08.07.2021 | 20,3 % | 21,3 % | 15,9 % | 11,5 % | 12,2 % | 4,0 % | 6,1 % | 3,1 % | 5,4 %  |
| Alpha Research                    | 08.07.2021 | 21,5 % | 21,8 % | 16,4 % | 11,1 % | 12,0 % | 3,8 % | 5,4 % | 3,2 % | 4,8 %  |
| Sova Harris                       | 08.07.2021 | 22,6 % | 22,1 % | 16,0 % | 10,9 % | 10,6 % | 4,5 % | 5,3 % | —     | 8,0 %  |
| Exacta                            | 08.07.2021 | 21,4 % | 20,8 % | 15,8 % | 11,2 % | 12,8 % | 4,0 % | 4,8 % | 2,8 % | 6,4 %  |
| Market Links                      | 05.07.2021 | 19,7 % | 18,8 % | 16,9 % | 9,5 %  | 12,5 % | 2,9 % | 5,4 % | 2,4 % | 11,9 % |
| Zentrum für Analyse und Marketing | 05.07.2021 | 20,6 % | 20,8 % | 15,5 % | 11,4 % | 12,3 % | 3,3 % | 4,7 % | 2,4 % | 4,7 %  |
| Wahl April 2021                   | 04.04.2021 | 25,8 % | 17,4 % | 14,8 % | 10,4 % | 9,3 %  | 5,9 % | 4,6 % | 2,4 % | 11,7 % |

### Ältere Umfragen
| \| Institut \| Datum \| GERB \| ITN \| BSP \| DPS \| DB \| BP * \| ISMW \| W \| Sonst. \| \| ------------------------ \| ---------- \| ------ \| ------ \| ------ \| ------ \| ------ \| ----- \| ----- \| ----- \| ------ \| \| Barometer[16] \| 23.06.2021 \| 22,5 % \| 18,2 % \| 17,1 % \| 11,6 % \| 9,1 % \| 6,4 % \| 4,3 % \| 1,4 % \| 9,4 % \| \| Trend[17] \| 22.06.2021 \| 21,7 % \| 20,2 % \| 16,1 % \| 10,9 % \| 11,2 % \| 3,9 % \| 5,0 % \| 2,3 % \| 8,7 % \| \| Sova Harris[18] \| 18.06.2021 \| 22,4 % \| 21,7 % \| 18,7 % \| 11,4 % \| 11,1 % \| 4,9 % \| 5,4 % \| — \| 4,4 % \| \| Gallup International[19] \| 17.06.2021 \| 21 % \| 21,2 % \| 15,9 % \| 11,9 % \| 12,1 % \| 3,5 % \| 5,8 % \| 2,7 % \| 5,9 % \| \| Mediana[20] \| 17.06.2021 \| 21,4 % \| 24,0 % \| 21,3 % \| 11,2 % \| 7,2 % \| 5,1 % \| 6,9 % \| 1,5 % \| 1,4 % \| \| Alpha Research[21] \| 07.06.2021 \| 20,3 % \| 18,2 % \| 14,4 % \| 9,9 % \| 11,9 % \| 3,4 % \| 5,3 % \| 2,8 % \| 13,8 % \| \| Market Links[22] \| 03.06.2021 \| 21,0 % \| 17,6 % \| 17,1 % \| 9,4 % \| 11,8 % \| 2,9 % \| 4,2 % \| 1,8 % \| 14,2 % \| \| Gallup International[23] \| 19.05.2021 \| 22,8 % \| 20,1 % \| 16,1 % \| 11,2 % \| 11,6 % \| 3,1 % \| 5,6 % \| 2,6 % \| 6,9 % \| \| Market Links[24] \| 23.04.2021 \| 23,2 % \| 22,3 % \| 18,1 % \| 10,3 % \| 13,0 % \| 3,0 % \| 6,5 % \| 1,9 % \| 1,4 % \| \| Gallup International[25] \| 14.04.2021 \| 27,2 % \| 23,2 % \| 13,8 % \| 10,4 % \| 12,0 % \| — \| 4,3 % \| — \| — \| \| Wahl April 2021 \| 04.04.2021 \| 25,8 % \| 17,4 % \| 14,8 % \| 10,4 % \| 9,3 % \| 5,9 % \| 4,6 % \| 2,4 % \| 11,7 % \| |            |        |        |        |        |        |       |       |       |        |
| Institut | Datum      | GERB   | ITN    | BSP    | DPS    | DB     | BP *  | ISMW  | W     | Sonst. |
| Barometer | 23.06.2021 | 22,5 % | 18,2 % | 17,1 % | 11,6 % | 9,1 %  | 6,4 % | 4,3 % | 1,4 % | 9,4 %  |
| Trend | 22.06.2021 | 21,7 % | 20,2 % | 16,1 % | 10,9 % | 11,2 % | 3,9 % | 5,0 % | 2,3 % | 8,7 %  |
| Sova Harris | 18.06.2021 | 22,4 % | 21,7 % | 18,7 % | 11,4 % | 11,1 % | 4,9 % | 5,4 % | —     | 4,4 %  |
| Gallup International | 17.06.2021 | 21 %   | 21,2 % | 15,9 % | 11,9 % | 12,1 % | 3,5 % | 5,8 % | 2,7 % | 5,9 %  |
| Mediana | 17.06.2021 | 21,4 % | 24,0 % | 21,3 % | 11,2 % | 7,2 %  | 5,1 % | 6,9 % | 1,5 % | 1,4 %  |
| Alpha Research | 07.06.2021 | 20,3 % | 18,2 % | 14,4 % | 9,9 %  | 11,9 % | 3,4 % | 5,3 % | 2,8 % | 13,8 % |
| Market Links | 03.06.2021 | 21,0 % | 17,6 % | 17,1 % | 9,4 %  | 11,8 % | 2,9 % | 4,2 % | 1,8 % | 14,2 % |
| Gallup International | 19.05.2021 | 22,8 % | 20,1 % | 16,1 % | 11,2 % | 11,6 % | 3,1 % | 5,6 % | 2,6 % | 6,9 %  |
| Market Links | 23.04.2021 | 23,2 % | 22,3 % | 18,1 % | 10,3 % | 13,0 % | 3,0 % | 6,5 % | 1,9 % | 1,4 %  |
| Gallup International | 14.04.2021 | 27,2 % | 23,2 % | 13,8 % | 10,4 % | 12,0 % | —     | 4,3 % | —     | —      |
| Wahl April 2021 | 04.04.2021 | 25,8 % | 17,4 % | 14,8 % | 10,4 % | 9,3 %  | 5,9 % | 4,6 % | 2,4 % | 11,7 % |

## Ergebnis
Die bei der Wahl im April noch zweitstärkste Kraft, die Antisystempartei Es gibt ein solches Volk (ITN) des Musikers Slawi Trifonow, die sich am ehesten als Catch-all-Partei einstufen lässt, gewann nun die Wahl im Juli. Nachdem sie beim erstmaligen Antritt im April mehr als 17 Prozent erreichen konnte, bündelte sie nun 24,1 Prozent der Wählerstimmen hinter sich. Trifonow zog laut Analysen vor allem Protestwähler auf dem Land, junge Bulgaren sowie die Mehrheit der abgegebenen Stimmen der Auslandsbulgaren (darunter der in Deutschland und Österreich abgegebenen Stimmen) an. Aufgrund der niedrigen Wahlbeteiligung im Land waren die Stimmen der Auslandsbulgaren wahlentscheidend und sorgten für den knappen Vorsprung der ITN.
Wie bereits bei der Wahl im April verlor die konservative Partei GERB unter dem ehemaligen Ministerpräsidenten Bojko Borissow Wählerstimmen. Sie ging zwar mit der SDS eine weitere Koalition ein, konnte aber mit 23,5 Prozent nach fünf Mal in Folge nicht mehr stärkste Kraft bleiben und verlor deutlich an Zustimmung. Sie erreichte das schlechteste Ergebnis seit ihrer Gründung 2006.
Auch die Sozialisten mussten Verluste hinnehmen, so dass sie auf ihr schlechtestes Resultat seit 1990 kamen. Bei der Wahl im April hatten sie bereits beträchtlich verloren. Zum Teil wurde die BSP durch Wählerwechsel zur ITN bestraft, zum anderen nahm die ältere Generation, die die stärkste Wählerklientel bildet, wegen der COVID-Pandemie und der Einführung von Wahlmaschinen nicht zahlenmäßig stark an der Wahl teil. Auch die Neuausrichtung der Partei unter Kornelija Ninowa, weg von klassischen Arbeiterthemen, könnte dabei eine Rolle gespielt haben.
Das liberale Bündnis Demokratisches Bulgarien (DB), das im April mit über 9 Prozent abschnitt, konnte seine Wählerschaft ausbauen und wurde mit 12,6 Prozent viertstärkste Kraft. Auch durch die im Ausland abgegebenen Stimmen wurde DB nach ITN am meisten unterstützt. Ihr Ziel, die BSP zu überholen, wurde jedoch verfehlt. Das DB gewann erneut die beiden bevölkerungsreichsten Wahlkreise in Sofia, in den meisten Nachbarländern Bulgariens sowie in der Schweiz, Australien und Brasilien. Die türkische Minderheitenpartei DPS konnte dagegen nur leicht zugewinnen. Sie sicherte sich erneut die Mehrzahl der in der Türkei abgegebenen Stimmen, vermochte jedoch mit der Erhöhung der Anzahl der Wahllokale in der Türkei (von 35 auf 127) nicht signifikant mehr Wählerstimmen für sich zu generieren. Ins Parlament schaffte es erneut auch das liberale bzw. linksliberale Bündnis Steh auf! Mafia raus! (Isprawi se! Mutri wan!; ISMW) (unter anderem mit Volt, Bewegung 21) unter Leitung von Maja Manolowa, Tatjana Dontschewa und Nikolai Chadschigenow.
Im Vorfeld der Wahl versuchten drei Parteien aus dem nationalistischen Lager durch die neugebildete Koalition Bulgarische Patrioten (IMRO-BND, NFSB und Wolja) die Wählerverluste von April wiedergutzumachen, konnten aber erneut nicht die Sperrklausel überwinden. Sie gewann zwar abermals die Mehrzahl (36 Prozent) der in Nordmazedonien abgegebenen Stimmen, blieb jedoch hinter früheren Erfolgen zurück. So konnte die IMRO-BND noch im April mehr als die Hälfte der dort abgegebenen Stimmen für sich gewinnen. Auch die Parteien Wiedergeburt und Ataka widersetzten sich erneut einer Koalition unter der IMRO-BND, traten allein zur Wahl an und überwanden die Sperrklausel nicht.
Die Wahlbeteiligung lag bei 42,2 Prozent, wobei mit 48,16 Prozent die höchste in der bulgarischen Hauptstadt Sofia und mit 28,54 Prozent die niedrigste in der Region Kardschali, einer traditionellen Hochburg der DPS, gemessen wurde.

### Gesamtergebnis

Gewonnene Mandate nach Wahlkreisen

| Listen            | Listen | Stimmen   | %    | Mandate | +/- |
| ----------------- | --- | --------- | ---- | ------- | --- |
|                   | Es gibt ein solches Volk (ITN) Ima Takaw Narod                                                              | 657.829   | 24,1 | 65      | +14 |
|                   | GERB – Union der Demokratischen Kräfte (GERB-SDS) GERB–SDS                                                  | 642.165   | 23,5 | 63      | −12 |
|                   | BSP für Bulgarien BSP sa Balgarija                                                                          | 365.695   | 13,4 | 36      | −7  |
|                   | Demokratisches Bulgarien (DB) Demokratitschna Balgarija – Obedinenie (Da Balgarija, DSB, Seleno Dwischenie) | 345.331   | 12,6 | 34      | +7  |
|                   | Bewegung für Rechte und Freiheiten (DPS) Dwischenie sa Prawa i Swobodi                                      | 292.514   | 10,7 | 29      | −1  |
|                   | Steh auf! Mafia raus! (ISMW) Isprawi se! Mutri wan!                                                         | 136.885   | 5,0  | 13      | −1  |
|                   | Bulgarische Patrioten (BP) Balgarskite Patrioti – WMPO, Wolja i NFSB                                        | 85.795    | 3,1  | –       | –   |
|                   | Wiedergeburt Wasraschdane                                                                                   | 82.147    | 3,0  | –       | –   |
|                   | Graschdanska Platforma Balgarsko Ljato (GPBL)                                                               | 49.833    | 1,8  | –       | –   |
|                   | Ataka | 12.585    | 0,5  | –       | –   |
|                   | Ljaw Sajus sa Tschista i Swjata Republika (LSTschSP)                                                        | 10.309    | 0,4  | –       | –   |
|                   | Republikaner für Bulgarien (RB) Republikanzi sa Balgarija                                                   | 8.546     | 0,3  | –       | –   |
|                   | Nazionalno Obedinenie na Desnizata (NOD)                                                                    | 7.872     | 0,3  | –       | –   |
|                   | Glas naroden                                                                                                | 4.741     | 0,2  | –       | –   |
|                   | Balgarski Nazionalen Sajus – Nowa Demokrazija (BNS-ND)                                                      | 4.690     | 0,2  | –       | –   |
|                   | Swoboda | 4.304     | 0,2  | –       | –   |
|                   | Dwischenie Saedno sa Promjana                                                                               | 3.445     | 0,1  | –       | –   |
|                   | Partija MIR                                                                                                 | 3.427     | 0,1  | –       | –   |
|                   | Balgarija na Truda i Rasuma (BTR)                                                                           | 3.948     | 0,1  | –       | –   |
|                   | Partija na selenite                                                                                         | 3.257     | 0,1  | –       | –   |
|                   | Prjaka Demokrazija                                                                                          | 3.143     | 0,1  | –       | –   |
|                   | Brigada | 2.187     | 0,1  | –       | –   |
|                   | Podem | 862       | 0,0  | –       | –   |
|                   | Einzelbewerber – Dawid Leon Lewi                                                                            | 142       | 0,0  | –       | –   |
| Gesamt            | Gesamt | 2.731.225 | 100  | 240     | –   |
|                   | |           |      |         |     |
| Keine Liste       | Keine Liste                                                                                                 | 35.201    | 1,3  |         |     |
| Ungültige Stimmen | Ungültige Stimmen                                                                                           | 9.329     | 0,3  |         |     |
| Wähler            | Wähler | 2.775.755 | 41,6 |         |     |
| Wahlberechtigte   | Wahlberechtigte                                                                                             | 6.668.540 |      |         |     |
|                   | |           |      |         |     |
| Quelle: CIK       | |           |      |         |     |

### Ergebnis nach Distrikt
Ergebnisse in Prozent.
| Distrikt           | ITN   | GERB  | BSP   | DB    | DPS   | ISMW | BP   | W    | Sonst. |
| ------------------ | ----- | ----- | ----- | ----- | ----- | ---- | ---- | ---- | ------ |
| Blagoewgrad        | 21,56 | 26,12 | 12,90 | 8,27  | 15,78 | 4,98 | 5,44 | 1,63 | 3,32   |
| Burgas             | 22,46 | 24,04 | 12,69 | 10,80 | 13,67 | 6,02 | 3,06 | 3,01 | 4,25   |
| Chaskowo           | 24,49 | 25,14 | 14,12 | 7,08  | 16,09 | 5,03 | 1,47 | 2,97 | 3,61   |
| Dobritsch          | 24,18 | 21,88 | 17,82 | 8,81  | 10,85 | 4,98 | 3,76 | 3,23 | 4,49   |
| Gabrowo            | 25,35 | 30,11 | 14,26 | 8,49  | 4,27  | 5,34 | 4,34 | 3,29 | 4,55   |
| Jambol             | 24,54 | 23,72 | 23,80 | 8,07  | 1,53  | 6,27 | 4,04 | 3,27 | 4,76   |
| Kardschali         | 8,81  | 11,54 | 4,94  | 2,92  | 67,88 | 1,12 | 0,58 | 0,53 | 1,68   |
| Kjustendil         | 24,07 | 31,51 | 17,84 | 6,77  | 1,08  | 6,51 | 4,90 | 2,53 | 4,79   |
| Lowetsch           | 26,09 | 28,20 | 16,95 | 7,48  | 5,76  | 5,36 | 3,25 | 2,78 | 4,13   |
| Montana            | 25,36 | 22,96 | 15,83 | 5,73  | 14,41 | 5,65 | 2,55 | 2,01 | 5,50   |
| Pasardschik        | 24,28 | 26,95 | 17,36 | 6,98  | 9,14  | 3,89 | 2,87 | 2,22 | 6,31   |
| Pernik             | 24,77 | 31,69 | 16,18 | 8,93  | 1,06  | 5,63 | 3,63 | 2,44 | 5,67   |
| Plewen             | 32,38 | 21,60 | 18,41 | 7,17  | 3,84  | 5,46 | 4,38 | 2,37 | 4,39   |
| Plowdiw (Oblast)   | 25,23 | 25,56 | 18,37 | 7,18  | 7,81  | 5,40 | 3,30 | 2,74 | 4,41   |
| Plowdiw (Stadt)    | 26,59 | 25,32 | 12,69 | 16,54 | 1,64  | 4,70 | 3,71 | 4,04 | 4,77   |
| Rasgrad            | 12,54 | 18,00 | 8,33  | 8,40  | 45,54 | 2,22 | 1,36 | 1,08 | 2,53   |
| Russe              | 29,52 | 21,24 | 15,24 | 9,08  | 8,47  | 5,21 | 3,65 | 3,04 | 4,55   |
| Schumen            | 19,99 | 23,58 | 12,04 | 6,91  | 24,59 | 3,56 | 3,77 | 2,03 | 3,53   |
| Silistra           | 18,31 | 26,40 | 11,68 | 4,97  | 28,87 | 2,57 | 1,92 | 1,55 | 3,73   |
| Sliwen             | 25,03 | 27,78 | 16,29 | 8,49  | 5,71  | 6,37 | 3,05 | 2,82 | 4,46   |
| Smoljan            | 22,64 | 25,83 | 14,52 | 6,65  | 20,87 | 4,16 | 1,26 | 1,18 | 2,89   |
| Sofia (Oblast)     | 24,87 | 29,25 | 16,59 | 8,54  | 4,70  | 4,97 | 3,75 | 2,20 | 5,13   |
| Sofia (Stadt 23)   | 17,74 | 20,94 | 11,28 | 32,87 | 0,52  | 5,73 | 2,50 | 3,16 | 5,26   |
| Sofia (Stadt 24)   | 19,57 | 23,32 | 11,05 | 28,46 | 0,52  | 5,41 | 2,93 | 3,28 | 5,46   |
| Sofia (Stadt 25)   | 23,14 | 25,23 | 12,39 | 20,40 | 0,66  | 5,76 | 3,07 | 3,59 | 5,76   |
| Stara Sagora       | 27,03 | 22,77 | 15,51 | 8,93  | 7,57  | 5,83 | 4,09 | 3,61 | 4,66   |
| Targowischte       | 16,54 | 18,73 | 13,03 | 4,42  | 37,61 | 3,36 | 1,74 | 1,43 | 3,14   |
| Warna              | 26,42 | 27,14 | 10,85 | 12,90 | 4,26  | 5,56 | 4,69 | 4,19 | 3,99   |
| Weliko Tarnowo     | 27,88 | 23,26 | 18,84 | 8,70  | 5,24  | 5,04 | 3,52 | 3,27 | 4,25   |
| Widin              | 23,35 | 30,15 | 18,11 | 8,19  | 4,66  | 5,51 | 2,28 | 1,97 | 5,78   |
| Wraza              | 26,43 | 29,32 | 15,06 | 6,28  | 6,88  | 5,75 | 3,13 | 2,05 | 5,10   |
| Ausland            | 35,64 | 9,01  | 3,54  | 18,64 | 17,49 | 3,67 | 1,02 | 6,23 | 4,76   |
| Bulgarien (gesamt) | 24,08 | 23,51 | 13,39 | 12,64 | 10,71 | 5,01 | 3,14 | 3,01 | 4,55   |

## Nach der Wahl
Bulgariens Verfassung regelt die Regierungsbildung so: Wenn die stärkste Fraktion binnen sieben Tagen keine Regierung bilden kann, geht das Mandat für sieben Tage an die zweitgrößte Partei. Falls auch diese scheitert, kann der Staatspräsident eine Person seiner Wahl mit einem letzten, zeitlich unbefristeten Versuch der Regierungsbildung betrauen. Bereits am Tag nach der Wahl stellte Trifonow eine Regierung unter seiner Führung vor. Zu diesem Zeitpunkt stand das endgültige Wahlergebnis noch nicht fest, auch hatte es keine Absprache mit möglichen Koalitionspartnern gegeben. Nachdem die angedachten beiden anderen Protestparteien Demokratisches Bulgarien und Steh auf! Wir kommen! bekanntgegeben hatten, Trifonows Ansinnen nicht unterstützen zu wollen, zog dieser seinen Vorschlag am 10. August zurück. Der daraufhin von Staatspräsident Radew mit der Regierungsbildung beauftragte Borissow verzichtete am 20. August ebenfalls.
Staatspräsident Radew gab den dritten Auftrag zur Regierungsbildung schließlich an Kornelija Ninowa, Vorsitzende der Bulgarischen Sozialistischen Partei. Sie hat mitgeteilt, das Mandat am 7. September 2021 zurückgeben zu wollen. Somit war die Regierungsbildung endgültig gescheitert und erneute Neuwahlen wurden notwendig. Die dritte Parlamentswahl des Jahres wurde schließlich auf den 14. November 2021, parallel zu der Präsidentschaftswahl, festgesetzt.